# 884 Priamus

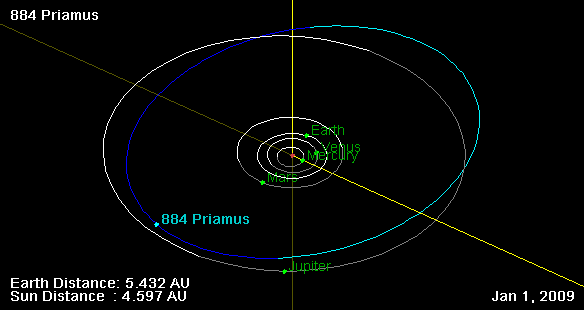
Orbita di 884 Priamus, e sua posizione al 1 gennaio 2009

884 Priamus è un asteroide troiano di Giove del campo troiano. Scoperto nel 1917, presenta un'orbita caratterizzata da un semiasse maggiore pari a 5,1817618 UA e da un'eccentricità di 0,1219356, inclinata di 8,91470° rispetto all'eclittica.
L'asteroide è dedicato a Priamo, re di Troia durante la guerra narrata nell'Iliade.